# CSR Racing
Custom Street Racing est un free-to-play de jeu Dragster par Boss Alien et NaturalMotion Games. Dans le jeu, le joueur incarne un nouveau coureur cherchant à se faire connaître dans une ville déserte dirigée par cinq «équipages» de course. Une suite est sortie sur iOS et Android le 29 juin 2016, appelée CSR Racing 2.
CSR Racing a été présenté pour la première fois sur scène lors de la conférence mondiale des développeurs Apple (WWDC) le 11 juin 2012 et a été publié sur l'App Store d'Apple le 28 juin. Il a été révélé que le jeu a rapporté plus de 12 millions de dollars en un mois peu de temps après son lancement, ce qui en fait l'un des 10 jeux iPhone les plus rentables de 2012. 
Il est disponible pour les appareils Mac et iOS,.  
Le 15 avril 2013, CSR Racing a été mis à disposition pour les téléphones et tablettes Android. Le 5 octobre 2013, CSR Racing a reçu un nouveau suivi appelé CSR Classics (en) pour iOS. 
Les fonctionnalités en ligne de CSR Racing ont été abandonnées avec une mise à jour le 21 mai 2018.

## Gameplay
Le composant solo de CSR Racing est divisé en cinq niveaux, chaque niveau introduisant une opposition et des véhicules progressivement plus rapides. Pour passer à un nouveau niveau, le joueur doit courir et battre le chef d'équipage pour le niveau. Après avoir battu le boss de chaque niveau, le joueur sera mis au défi d'un match revanche à enjeux élevés. Si le joueur remporte la course, il reçoit la voiture du boss; cependant, si le joueur perd, il doit rendre l'or gagné lors de la course de boss précédente. Contrairement à un jeu de course traditionnel, CSR Racing ne dispose pas de commandes de direction, de freinage ou d'accélération. Au lieu de cela, le jeu se concentre sur les changements de vitesse et l'utilisation de la mise à niveau nitreuse en touchant l'écran, de la même manière qu'un jeu de rythme.  Les courses se déroulent sur une distance d'un quart ou d'un demi-mile, selon l'événement dans lequel le joueur a choisi de participer. Ces événements vont des courses réglementaires répétables, qui sont divisées en trois difficultés différentes (Rookie, Amateur, Pro), à des confrontations directes contre des membres d'équipage rivaux. Après qu'un joueur a battu un membre d'équipage rival, une course ne peut pas être rejouée. Le jeu propose plusieurs autres modes de course tels que "Daily Battle", où le joueur conduit une voiture au hasard pour une seule course, et "Restriction Races", où les voitures doivent répondre à certains critères spécifiés.
Les courses réglementaires donnent immédiatement de l'argent au joueur. Ils sont divisés en Rookie, Amateur et Pro. Les courses de régulation amateur et professionnelle du niveau 1 sont débloquées en battant les deux premiers membres d'équipage à Fangz, Luther et Alesha. Dans les autres niveaux, ils sont disponibles par défaut. Leur montant commence à partir de 500 $ +. Leur quantité peut être améliorée par des décalcomanies, des changements parfaits, des départs parfaits, de bons changements et des niveaux plus élevés. Contrairement à d'autres événements, les joueurs peuvent utiliser des véhicules de n'importe quel niveau pour une course de régulation de n'importe quel niveau. Par exemple, une voiture de niveau 5 peut participer à une course réglementaire de niveau 2.
Ladder fait courir la voiture du joueur contre des adversaires de plus en plus coriaces pour progressivement plus d'argent. Il y a 24 courses Ladder dans chaque niveau. Les trois dernières courses sont considérées comme quart de finale, demi-finale et finale. Ceux-ci rapportent plus d'argent que les courses en échelle régulières. Théoriquement, un joueur qui remporte la finale peut battre le chef d'équipe.
Les batailles quotidiennes sont des courses avec une voiture prêtée qui peuvent être effectuées plusieurs fois par jour; les joueurs gagnent de plus en plus d'argent s'ils gagnent chaque jour. Le joueur doit attendre 20 heures après avoir terminé une bataille quotidienne pour pouvoir participer à une autre.
Les courses de restriction imposent une condition à la voiture pour les courses. Ils sont disponibles à partir du niveau 2, mais les courses de restriction de niveau 1 peuvent être déverrouillées lorsqu'un joueur a battu le niveau 5.
Dans World Tour (T6), un nouveau type de restriction a été déverrouillé, qui impliquait tous les défis pour une certaine voiture requise pour l'équipage, mais impliquait une voiture supplémentaire qui ne venait pas de l'équipage mais que le constructeur était du même pays ou de la même région. Veloci Crew avait l'Alfa Romeo 4C, Armada Crew avait la Mercedes - Benz C63 AMG et Spitfire Crew avait la Jaguar F-Type. Rushmore Crew avait la Ford Mustang Boss 302 Laguna Seca.
Les courses de défi sont déverrouillées lorsqu'un joueur gagne le niveau 4 et bloquées lorsqu'il passe le niveau 5. Ce sont des courses difficiles et rares mais avec de gros prix en argent. Ils ont tendance à apparaître au hasard. Il n'est pas disponible pour Android.
Les courses spécifiques à une voiture mettent une seule voiture dans la course et sont disponibles au niveau 3 et plus. Ils peuvent être déverrouillés pour tous les niveaux lorsqu'un joueur bat le niveau 5.
Les courses constructeurs n'autorisent que les voitures d'un seul constructeur. Ils ne sont disponibles qu'au niveau 4.
Les batailles d'équipage consistent en une course contre l'un des 4 pilotes d'équipage. En les battant un par un, un joueur accède au chef d'équipe. Après avoir battu le chef d'équipage trois fois, on passe au niveau suivant.
Gagner des courses rapporte de l'argent au joueur, qui peut être dépensé pour améliorer diverses parties de leurs voitures, des décalcomanies qui rapportent des bonus en espèces par course ou pour acheter un nouveau véhicule auprès du «concessionnaire automobile». Il existe également une deuxième devise appelée Gold que le joueur peut utiliser pour acheter des voitures spéciales, des décalcomanies, sauter les délais de livraison pour de nouvelles mises à niveau et "faire le plein"' instantanément de leurs voitures. L'or est obtenu en augmentant le niveau, en gagnant un boss de niveau ou en achetant dans l'application.
Les statistiques de puissance, de poids, d'adhérence et de boîte de vitesses ont un effet dramatique sur le comportement de la voiture dans les courses. Les voitures plus lourdes avec une faible adhérence accéléreront lentement au début, mais atteindront une vitesse de pointe très élevée à la fin de la course. La Bentley Continental GT V8 (niveau 3), la Trion Nemesis RR (niveau 5) et la Dodge Charger R/T (niveau 2) en sont des exemples. Les voitures de faible puissance et de faible poids accéléreront rapidement hors de la ligne, mais peuvent être attrapées par des voitures plus lourdes et plus puissantes. Des exemples en sont l'Alfa Romeo 4C (niveau 2), l'Alfa Romeo TZ3 (niveau 4) et la Mclaren F1 GT (niveau 4).

### Tour du monde
Le 18 septembre 2014, CSR Racing a ajouté une nouvelle campagne appelée «World Tour». Il y a cinq équipages différents pour les coureurs. Ce sont l'Italie, le Royaume-Uni, l'Europe, les États-Unis et l'international. Battre un équipage donne au joueur une hypercar (avec la livrée spéciale si le joueur a remporté le High Stakes Challenge).
Le premier équipage est l'équipage italien, et toutes les voitures des membres d'équipage sont des Ferrari. Le LaFerrari sera récompensé après que le joueur ait battu les membres de l'équipage. La LaFerrari de La Stella sera obtenue après que le joueur ait remporté le High Stake Challenge.
Une fois que le joueur a battu un équipage du World Tour et obtenu les voitures de boss, il peut commencer l'International. Tous les équipages devront être battus et les boss gagnées pour terminer l'International.
L'Internationale a quatre événements: Bull Run, The Hunt, Power Play et Air Strike. Le boss est Zoe Cross pour Bull Run, Le Sapeur pour The Hunt, Ivan pour Power Play et Cypher pour Air strike.
Après avoir terminé les 4 coupes, La Finale sera débloquée en battant les chefs d'équipage des niveaux 1 à 5. Après les avoir vaincus, le joueur peut affronter Nitro dans la grande finale. Si le joueur parvient à le vaincre, une cinématique révélera que Nitro a fait partie de l'équipage de The International et a été l'inventeur de CSR Racing. Il congédie également Roman pour avoir joué avec les scènes. Il remercie le joueur d'avoir pris part au jeu et donne en récompense les décalcomanies Pro de la Ferrari FXX-K. Il met ensuite le joueur au défi de lui faire la course dans un dernier High Stakes Challenge pour le FXX-K de Nitro.

### Modes
World Tour propose trois nouveaux modes de jeu. Le joueur peut régler la difficulté plus élevée pour des prix plus importants.

#### Match Race
Courses correspondant à la configuration actuelle de la voiture du joueur. La difficulté de la course n'est pas diminuée en améliorant la voiture comme dans les courses réglementaires.
1. Facile, le PP du rival est inférieur de deux points à celui du joueur.
2. Moyen, le PP du rival est égal à celui du joueur.
3. Difficile, le PP du rival est de deux points plus élevé que celui du joueur (à moins que la performance du joueur ne soit maximale, alors le PP du rival est également maximal et leur passage à un état plus difficile).

#### Test Drive
Course dans une voiture du concessionnaire. Dans ce mode, le bonus de décalcomanie est celui de la voiture du concessionnaire, pas celui de la voiture du joueur.

#### Payback
Une autre chance de gagner des Boss Cars via des défis High Stakes et des membres d'équipage de course des niveaux 1 à 5 et du World Tour avec lesquels le joueur a déjà couru. Ils ont augmenté leur classement PP par rapport à leurs courses précédentes dans les batailles d'équipage.

## Développement
BossAlien a été formé par d'anciens employés de Black Rock Studio (Pure, Split / Second) en juin 2011. Après la sortie du jeu, BossAlien a été acheté par NaturalMotion Games pour une somme non divulguée, et fonctionne maintenant comme studio de développement de Brighton de la société. En janvier 2014, NaturalMotion a été acquis par Zynga pour 527 millions de dollars. 

## Accueil
Le site Web de revue agrégée Metacritic a attribué une note de 67/100 sur la base des critiques de 6 critiques.
L'accueil médiatique de CSR Racing a été globalement positif, Modojo lui attribuant 4/5 et Gamezebo décrivant ses visuels comme « meilleurs que certains jeux de la génération de console précédente (Xbox 360, PS3 et Wii) ».  D'autres points de vente comme Pocket Gamer ont critiqué la mise en œuvre d'achats intégrés, décrivant le système de gaz du jeu comme « une prise impardonnable pour de l'argent », mais ajoutant qu'il s'agissait d'un « jeu de course accessible et amusant ». 